# Puerto Limón
Puerto Limón nebo krátce Limón je přístavní město na karibském pobřeží Kostariky. Má přes padesát tisíc obyvatel a je správním centrem provincie Limón.
V roce 1502 zde přistál Kryštof Kolumbus, později na pobřeží řádil pirát Henry Morgan. Stálé osídlení zde založil roku 1854 Philipp J. J. Valentini a roku 1892 došlo k povýšení na město. Jeho rozvoj odstartovalo zprovoznění železnice do 160 km vzdálené kostarické metropole San José, po němž se Puerto Limón stalo centrem obchodu s kávou, banány a obilím, nachází se zde také rafinerie ropy. V oblasti existuje početná komunita černošských přistěhovalců z Jamajky, hovořících kreolským jazykem založeným na angličtině. Město je sídlem diecéze, má nemocnici a letiště, pro turisty je výchozím bodem na ostrov Uvita, do národního parku Tortuguero a lázní Dechibeta. Každoročně v říjnu se zde koná vyhlášený karneval.
V roce 1991 bylo město zasaženo zemětřesením o síle 7,7 Mw.
Sídlí zde prvoligový fotbalový klub Limón FC.
V Puerto Limón se narodil mistr světa v atletice Nery Brenes.

## Partnerská města
- Galați, Rumunsko
- East Point, Gruzie